# Amatörteaterns riksförbund
Amatörteaterns Riksförbund (ATR) är en ideell förening med uppgift att organisera amatörteatern i Sverige och att stödja den konstnärligt, administrativt och ekonomiskt. 
ATR bildades 1976 och hade 260  medlemsföreningar 2017 med totalt 10 000 aktiva. Förbundet arbetar aktivt med att stärka amatörteaterns roll i samhället, driver ett förlag med omfattande pjäsbibliotek, försäljning av teatersmink, håller i utbildningar och kurser m.m.

## Historia
År 1955 startade bland annat Einar Bergvin Fagersta amatörteaterstudio i Fagersta och under 1960-talet byggde han upp Teaterforum. Bergvin var 1964 med om att bygga upp Teaterforum som riksorganisation för den ickeprofessionella teatern i Sverige. Teaterforum var en föregångare till det ATR som finns idag. Huvudkontoret placerades i Fagersta. År 1968 gavs första numret av Teaterforum ut; ett tresidigt, stencilerat informationsblad. Tidskriften Teaterforum är en periodisk tidskrift som skickades ut som medlemstidning för 52:a året 2019.
Förbundet var 2002 uppdelat i 16 distrikt över hela landet. Som exempel kan nämnas att Norrbottens distrikt samma år hade 29 amatörteatrar anslutna. Året innan, 2001, gav distriktet 206 föreställningar för en publik på 40 000 personer.